# August II van Polen
Frederik August (Dresden, 12 mei 1670 – Warschau, 1 februari 1733) was van 1694 tot 1733 als Frederik August I keurvorst van Saksen en in de periodes 1697-1704 en 1709-1733 als August II de Sterke koning van Polen en grootvorst van Litouwen.
Hij leidde een libertijns leven, met talrijke minnaressen bij wie hij talloze kinderen verwekte. Daarnaast was hij liefhebber van toneel, ballet en opera en een van de eersten die op systematische wijze schilderijen verzamelde. Zijn verzameling behoorde tot de belangrijkste en grootste in Europa. Zie het artikel over de  Gemäldegalerie Alte Meister te Dresden.

## Leven
August was de tweede zoon van Johan George III van Saksen en Anna Sophia van Denemarken. Hij werd (deels) opgevoed in Prettin en maakte een grand tour, die twee jaar duurde. Hij bezocht Versailles, Madrid, Lissabon, Milaan, Venetië en Florence. In 1689 keerde hij terug en nam deel aan de Negenjarige Oorlog (1688-1697). In 1691 stierf zijn vader. In 1694, na het plotselinge overlijden van zijn oudere broer Johan George IV aan de pokken, werd August keurvorst van Saksen.
Na de dood van de Poolse koning Jan III Sobieski bekeerde August zich op 1 juni 1697 in Baden bei Wien heimelijk tot het katholieke geloof, zodat hij twee weken later in Warschau kon worden gekozen tot koning van Polen. Dit gebeurde met steun van Rusland en Oostenrijk, en met financiële steun van de joodse bankier Berend Lehmann, die voor dat doel steekpenningen uitdeelde. Zijn rivaal was Frans Lodewijk van Bourbon-Conti.

August werd op 15 september in Krakau gekroond, zonder dat zijn vrouw, die luthers bleef, daarbij aanwezig was. Voor het betreden van het Poolse grondgebied bij de Silezische grensovergang in Piekary Wielkie, Opper-Silezië, beleed hij publiekelijk in de bedevaartskerk van Piekary het rooms-katholiek geloof. Na zijn kroning tot koning van Polen en groothertog van Litouwen nam August deel aan de oorlog tegen het Ottomaanse Rijk.
Als een ambitieuze heerser hoopte August dat hij de Poolse troon voor zijn erfgenamen veilig kon stellen. Dit was een lastige kwestie omdat in Polen geen sprake was van erfopvolging, maar van een gekozen koning. Hij werd al snel afgeleid van deze zaak door de kans van territoriale veroveringen. August vormde een alliantie met Frederik IV van Denemarken en Peter I van Rusland om de jonge koning Karel XII van Zweden van diens Poolse bezittingen te beroven. Polen zou Zweeds Lijfland toebedeeld krijgen. Karel bleek echter een geduchte militaire bevelhebber en al snel werden de Denen uit de oorlog gedwongen, en ook werden de Russen bij Narva teruggedrongen. Zo kon Karel zich helemaal richten op zijn strijd met August. Deze beslissing zou rampzalig blijken voor zowel Zweden als Polen. Karel versloeg August op 17 juni 1701 bij Riga en dwong het gezamenlijke Saksisch-Poolse leger terug uit Lijfland. Daarna rukte Karel op naar Polen. Hij veroverde Warschau op 14 mei 1702 waarbij hij het Saksisch-Poolse leger weer versloeg. Ook veroverde Karel Krakau.

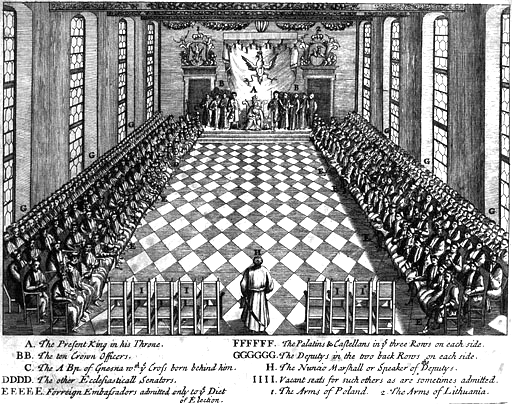
De Poolse Sejm

Dientengevolge wilde August vrede met Karel, maar Karel had andere plannen. Om nog zo'n oorlog te voorkomen wilde hij een andere kandidaat op de Poolse troon zetten. Karel installeerde in 1704 Stanislaus Leszczyński, en viel in 1706 Saksen binnen, waarmee hij August dwong om de Poolse troon los te laten, wat vastgelegd werd in het verdrag van Altranstädt (1706).
In de tussentijd had tsaar Peter de Grote zijn leger gereorganiseerd. Hij bezorgde de Zweden een vernietigende nederlaag in de Slag bij Poltava. Dit betekende het einde van het Zweedse imperium en de opkomst van het Russische Tsarenrijk. Het zwakkere Polen werd hierna gezien als een soort bufferstaat van Rusland. August keerde in 1709 terug op de Poolse troon, onder toezicht van Rusland. Weer probeerde August zijn troon veilig te stellen voor zijn nageslacht, maar dit keer kreeg hij te maken met de tegenstand van de Poolse adel. In de resterende regeerperiode werd August vooral beheerst door Rusland. Hij probeerde zijn Poolse rijk sterker te maken, vooral intern, maar slaagde daar niet in. In 1717 werd finaal een einde gemaakt aan zijn ambitie voor een gecentraliseerde Poolse staat tijdens de bijeenkomst van de Stille Sejm.
In 1705 was hij aanwezig bij de inwijding van de Franciscus Xaveriuskathedraal. In 1713 gaf hij opdracht het Saksisch Paleis in Warschau te verbouwen. In 1711 werd hij benoemd tot rijksvoogd in verband met de kroning van keizer Karel VI.

## August de Sterke en de kunst

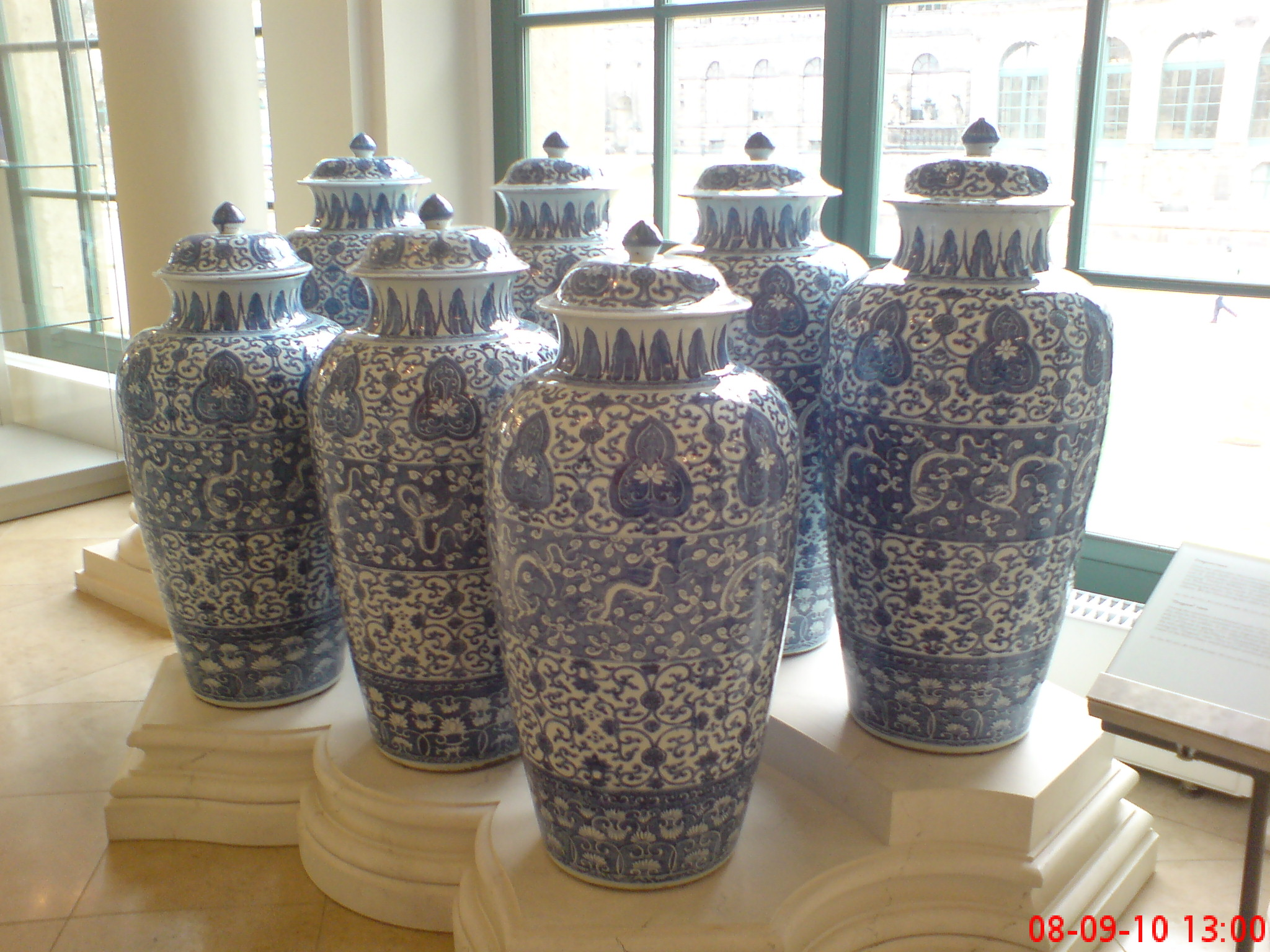
Een aantal van de dragondervazen

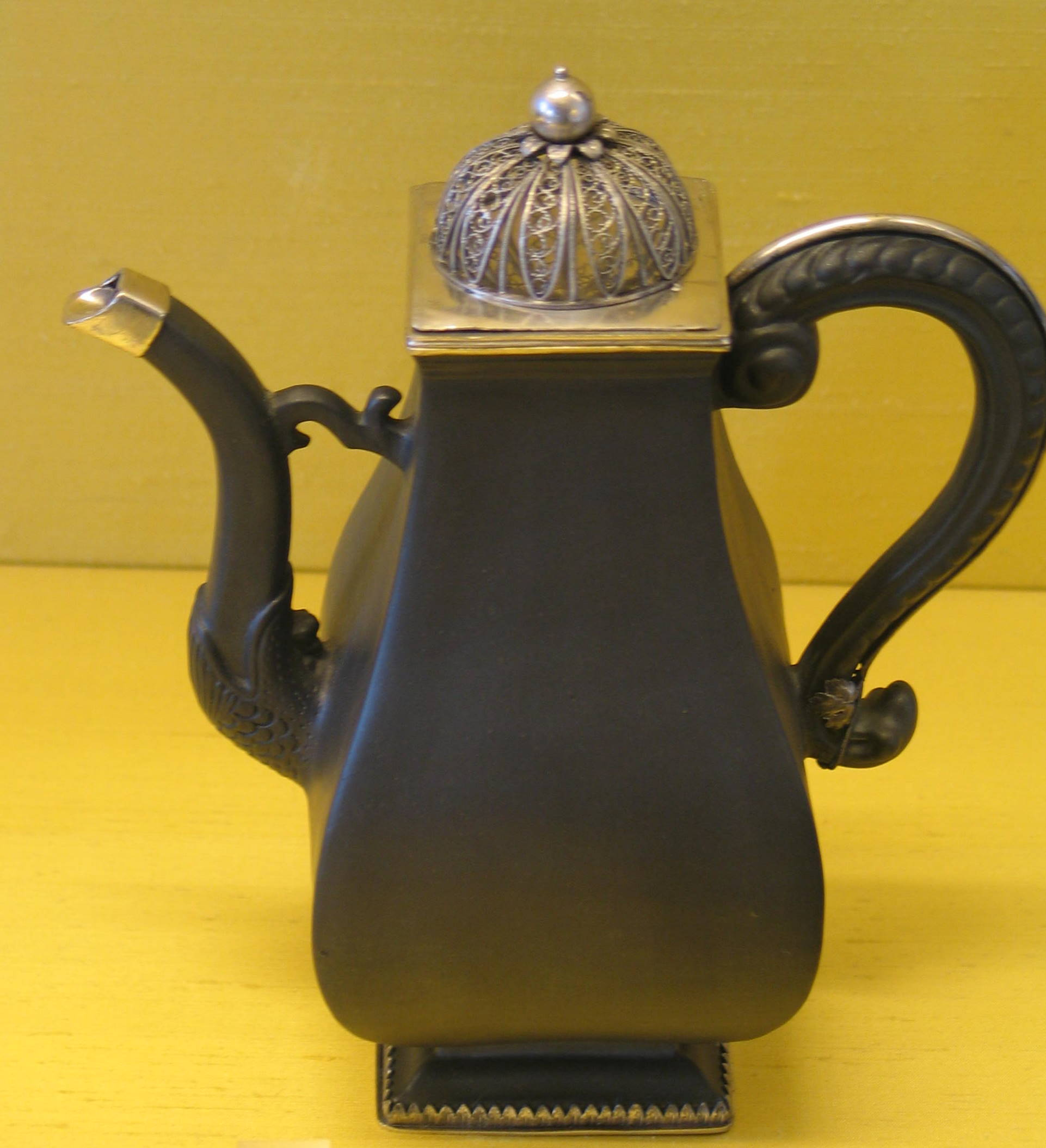
Koffiekan ontworpen door Böttger ca 1720

Omdat de bodem van zijn schatkist in zicht was, liet de prachtlievende August in 1701 de apothekersleerling Böttger opsluiten, die verkondigde dat hij goud kon maken. Ook zette hij de geoloog Ehrenfried Walther von Tschirnhaus in om te proberen innoverende industrie op te zetten. In 1705 werd aan een aantal geleerden opgedragen Chinees porselein na te maken. Böttger kreeg uit heel Saksen klei aangeleverd voor zijn experimenten. In 1708 gelukte het iets te maken dat op porselein leek, het zogenaamde rode of bruine Böttgersteengoed.
Von Tschirnhaus had in Leiden gestudeerd en was een specialist op het gebied van hoge temperaturen en lenzen. Hij had gecorrespondeerd met Spinoza en was in Delft geweest om het bakproces te bestuderen. Na zijn dood kwam Böttger met het eerste Europese porselein op de proppen en werd de eerste directeur van de Meissense porseleinfabriek in de Albrechtsburg, opgericht 23 januari 1710. Onder zijn leiding was de productie moeizaam en beperkt, omdat hij meer een uitvinder was dan een bedrijfsleider. August was de beschermheer en belangrijkste afnemer van de porseleinmanufactuur.
August, die zich spiegelde aan Lodewijk XIV en concurreerde met de hoven van Wenen en München had een verzameling van 35.000 stuks Chinees en Japans porselein, opgesteld in het Holländische Palast, dat hij had aangekocht in 1716 en in het jaar daarop was ingewijd met een feestelijke maaltijd. Er werd altijd opgediend in Chinees porselein.
Bekend is het verhaal dat August de Sterke een heel regiment soldaten - dat hij wilde afdanken na de Grote Noordse Oorlog - ruilde tegen 117 vazen, kommen en schalen, want de soldatenkoning Frederik Willem I van Pruisen had een interessante collectie porselein in de kastelen in Oranienburg en Charlottenburg.

## Bouwkunst, muziek en schilderijen

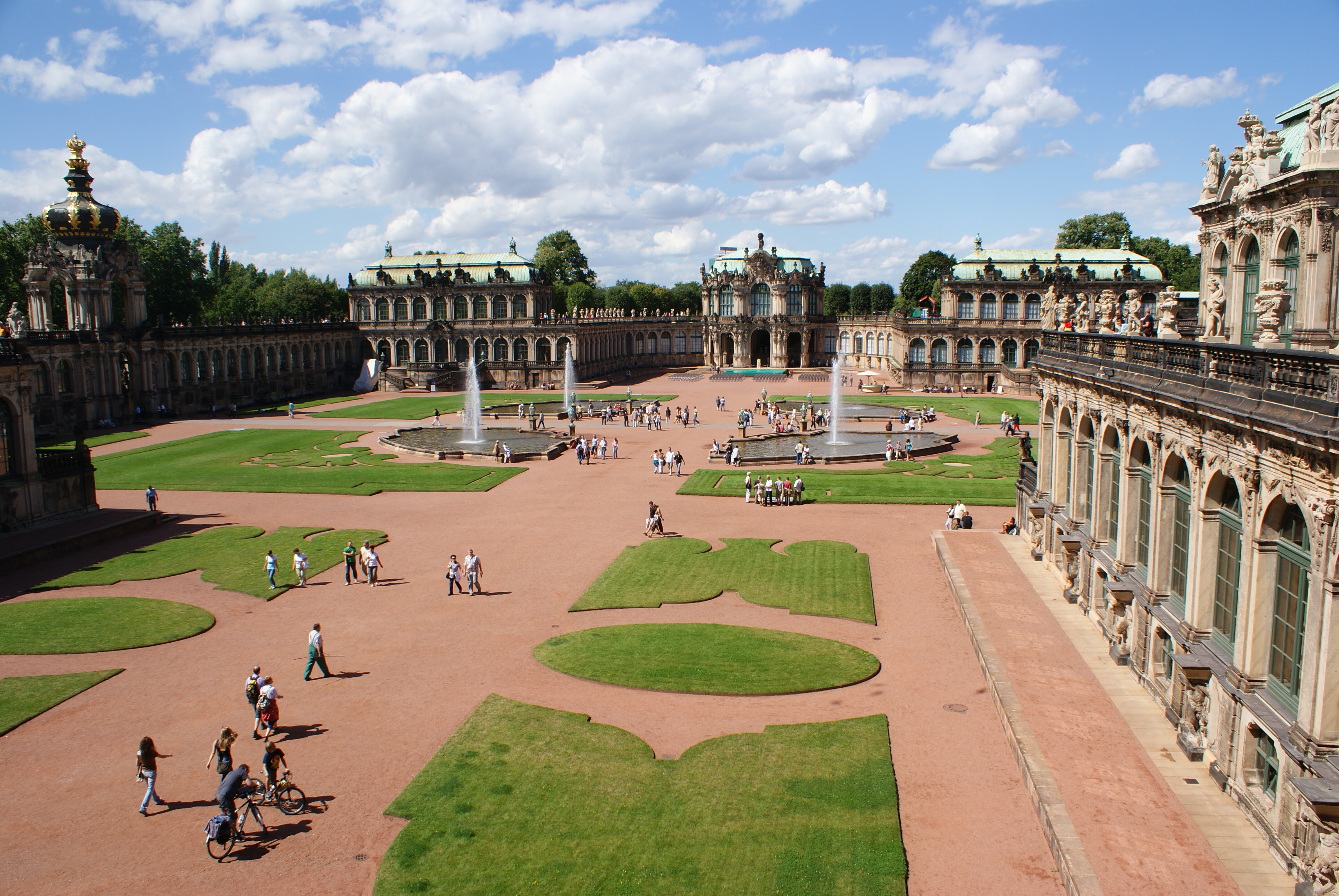
De binnentuin van de Zwinger

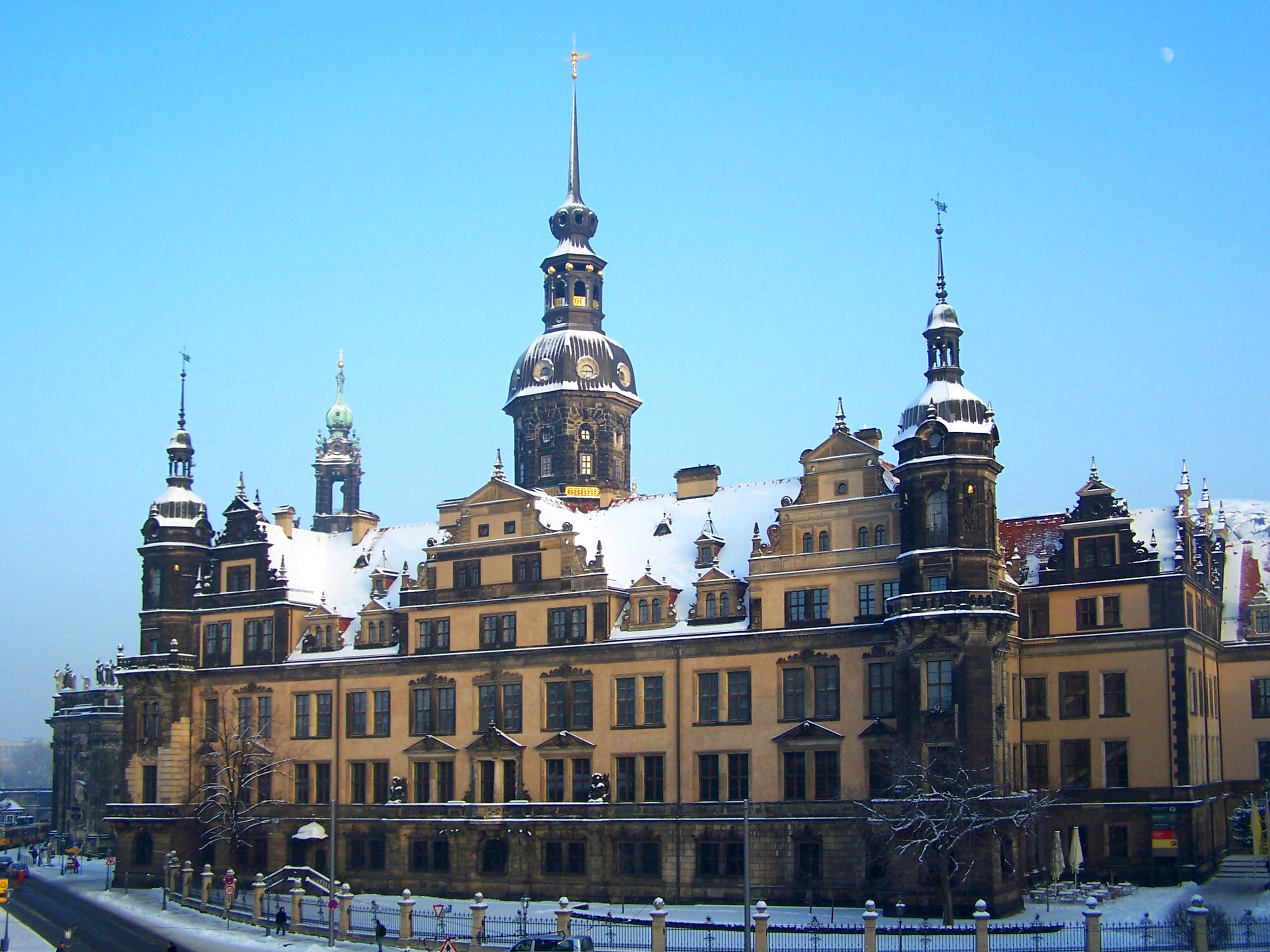
Residenzschloss

August liet Dresden van een stad met veel bouwwerken in renaissance stijl omvormen tot een barokke stad. Dresden werd in de achttiende eeuw het Florence aan de Elbe genoemd. In 1701 werd het Residenzschloss opnieuw opgebouwd na een grote brand. Balthasar Permoser ontwierp de Zwinger tussen de voormalige stadsfortificaties. Het complex is opgetrokken rond een grote binnenplaats die oorspronkelijk werd gebruikt voor toernooien, parades en feesten. Pöppelmann ontwierp de Augustusbrug over de Elbe. In 1720 begon hij met de verbouw van Schloss Pillnitz aan de Elbe, dat bekend is vanwege de chinoiserien. In 1723 liet hij indrukwekkende Moritzburg verbouwen tot een buitenverblijf. In 1726 werd een begin gemaakt met de bouw van de Frauenkirche.
De stad was een centrum voor Italiaanse, Franse en Duitse muziek; een Parnassus voor schilders en musici. De hoboïst Johann Joachim Quantz kreeg in 1718 een aanstelling. Vivaldi probeerde er een betrekking te krijgen en Händel reisde in 1719 naar Dresden om vier zangers te contracteren. Hij speelde voor de keurvorst en de kroonprins, maar werd pas een jaar later betaald. De opera in Dresden sloot tijdelijk zijn deuren vanwege het vertrek van de castraat Senesino naar Londen. Voor de Säksische Staatskapelle waren vele beroemde componisten actief: Johann David Heinichen, kapelmeester, Jan Dismas Zelenka, Francesco Maria Veracini, Antonio Lotti, Johann Georg Pisendel, Nicola Porpora, Johann Joachim Quantz, Johann Adolf Hasse en de gebroeders Johann Georg en Carl Heinrich Graun. Een mensenleven is niet genoeg om alles wat voor de keurvorst is gecomponeerd te bekijken, te ordenen en tot gehoor te brengen.
August legde een grote verzameling aan van Leidse fijnschilders; in 1699 kocht hij zes schilderijen van Frans van Mieris de Oudere. Tussen 1708 en 1711 kocht hij 16 werken van o.a. Gerrit Dou, waaronder enkele zeldzame nachtstukken, Gabriël Metsu en Caspar Netscher. (De graveur Petrus Schenk had zich als kunsthandelaar in Leipzig gevestigd.) In 1710 schonk zijn minister August von Wackerbarth hem - na veel pressie - 80 schilderijen, waaronder enkele topwerken van Leidse schilders; sommige waren aangeleverd door Willem van Mieris en een nazaat van Pieter de la Court. In datzelfde jaar ging hij bij Adriaen van der Werff in Rotterdam op bezoek, maar ging met lege handen terug omdat al zijn schilderijen voor de keurvorst in Düsseldorf bestemd waren. Tussen 1722 en 1728 kocht August 26 werken van Philips Wouwerman. Tientallen schilderijen werden voorzien van een uniforme sierlijst en hingen in de privévertrekken.

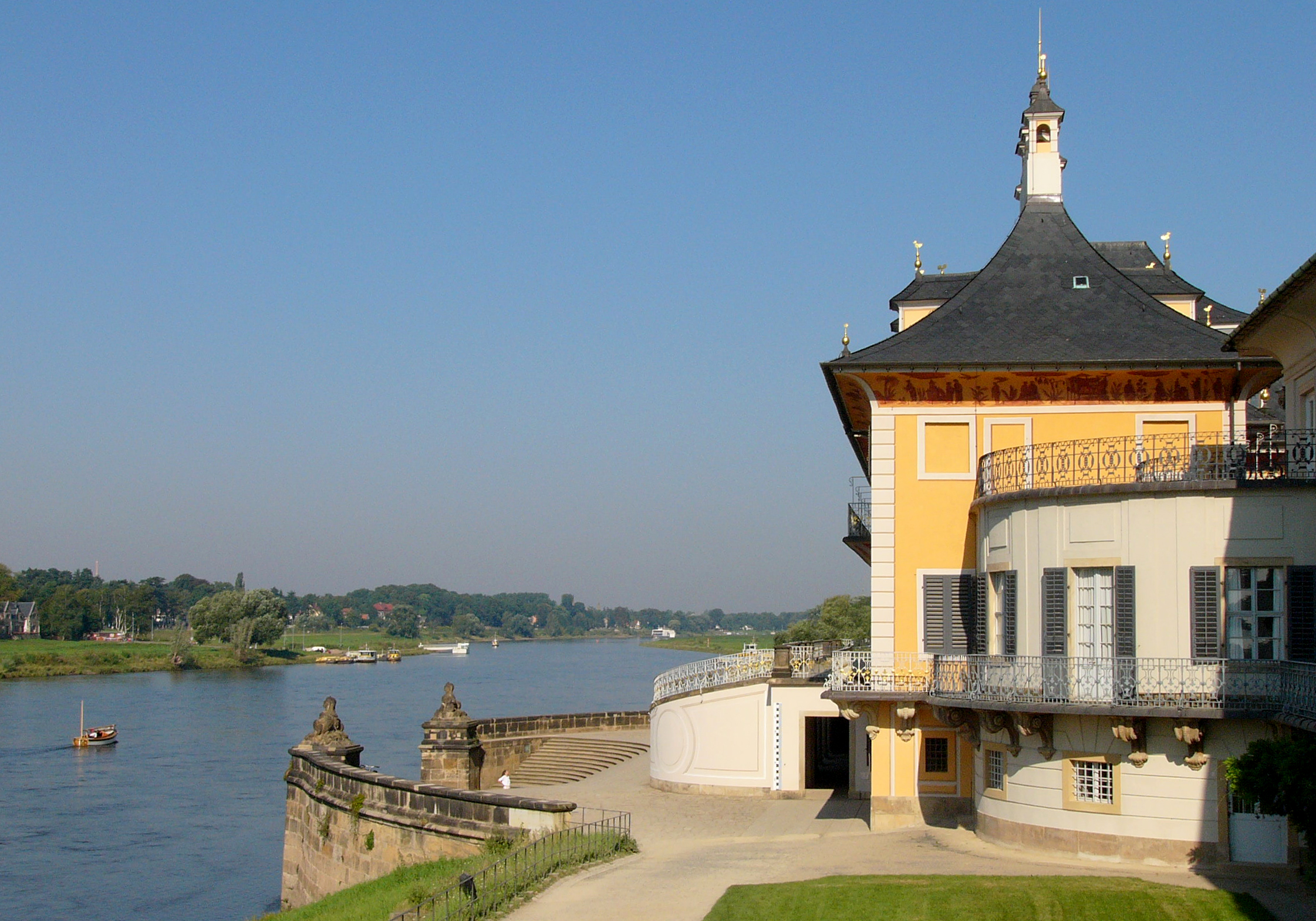
Schloss Pillnitz

In 1719 nam hij Heinrich von Brühl als kamerheer aan. In 1719 huwde zijn zoon August III van Polen, die in 1717 katholiek was geworden, met Maria Josepha van Oostenrijk, de dochter van de Habsburgse keizer Jozef I. Iedereen moest "alla Turca" verschijnen. De kosten liepen uit de hand; de bouw van de Zwinger werd stilgelegd en de operazangers, zoals Senesino, werden ontslagen.
In 1727 werd August II ernstig ziek. In de zomer van 1730 organiseerde hij bij Riesa een grote parade om aan zijn buren de militaire en economische kracht van Saksen te demonstreren.

## Levenseinde

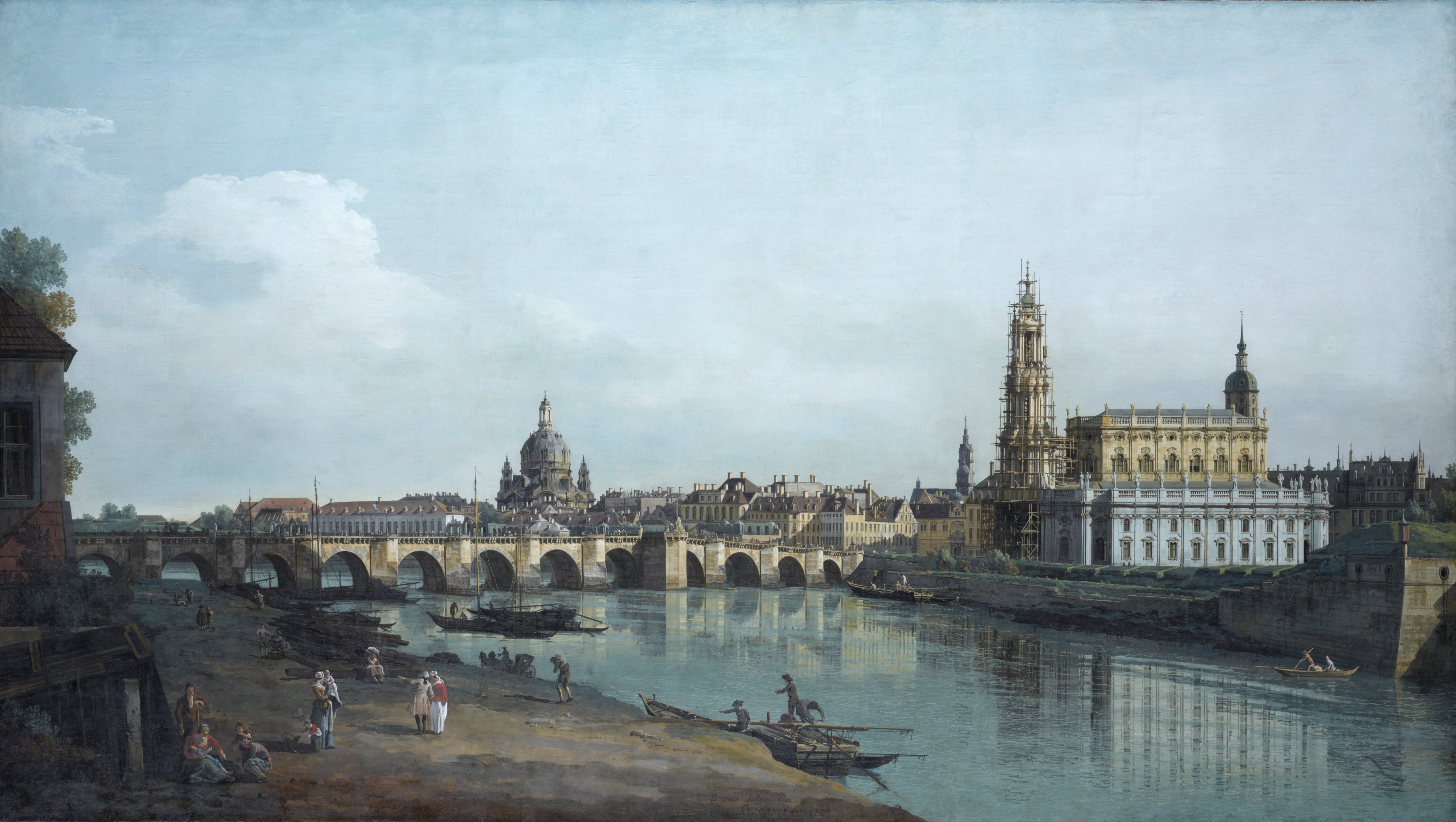
Bernardo Bellotto schilderde Dresden in 1748 vanaf de linkeroever

In 1733 stierf August de Sterke, die aan diabetes leed en 110 kg woog, in Warschau. Hij werd in Krakau begraven, maar zijn hart werd naar Dresden vervoerd en is later bijgezet in de Hofkerk. Tijdens de rouwperiode, die drieënhalve maand duurde, mocht geen muziek worden uitgevoerd. De eerste versie van de Hohe Messe van Johann Sebastian Bach - bestaande uit Kyrie en Gloria - is toen ontstaan, met het oog op het verkrijgen van een hoftitel bij de nieuwe keurvorst, zoon van August, die evenals zijn vader koning van Polen zou worden onder de naam August III. Een aantal musici werd naar Frederik de Grote in Neuruppin gestuurd, waarschijnlijk Franz Benda en zijn broer Johann Benda, die in Dresden protestants waren geworden en veel commentaar over zich heen kregen.

## Huwelijk, maîtresses en kinderen

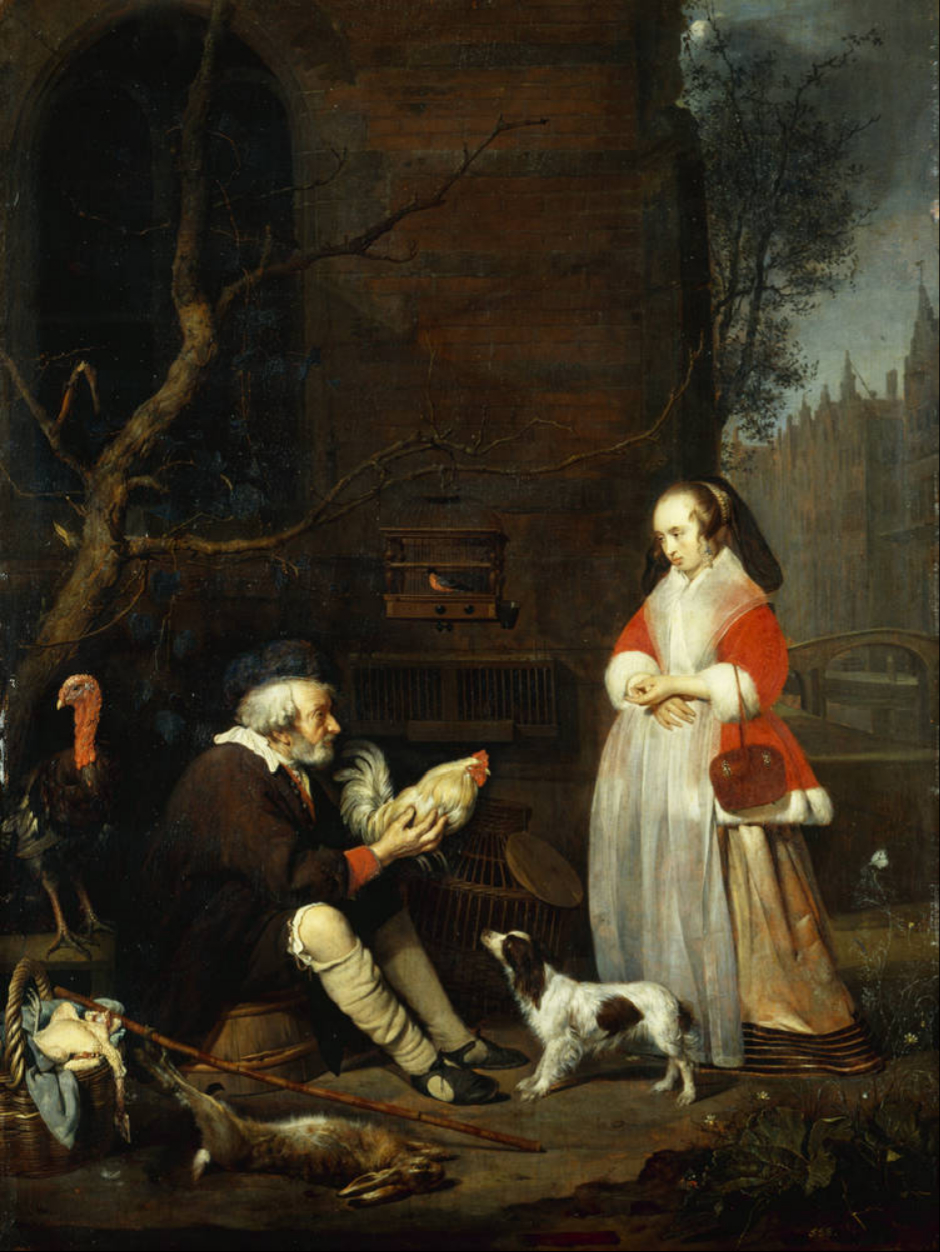
Metsu - de poelier (1662)

August trouwde in 1693 Christiane Eberhardine van Brandenburg-Bayreuth, zij kregen samen een zoon: August, bijgenaamd de Sakser of de Dikke.

Zijn vrouw bleef luthers, toen August zich tot het katholicisme bekeerde.
August werd de Sterke genoemd wegens zijn fysieke kracht - hij kon hoefijzers verbuigen - maar ook vanwege het aantal kinderen dat hij verwekte. Soms wordt gesteld dat hij 354 kinderen verwekte, bij diverse maîtresses. Hij erkende er slechts acht.

### Maîtresses
- 1694-1696: gravin Maria Aurora von Königsmarck (1662-1728)
- 1696-1699: gravin Johanna Theresia von Lamberg
- 1698-1704: Katharina von Altenbockum, later prinses van Teschen
- 1701-1706: Fatima, Turkse vrouw, later bekend als Maria Anna von Spiegel
- 1704-1713: Constantia von Cosel, gravin van Cosel
- 1706-1707: Henriette Rénard
- 1708: Angélique Duparc, Franse danseres en actrice
- 1713-1719: Maria Magdalena von Bielinski, door haar eerste huwelijk gravin van Dönhoff en door het tweede prinses Lubomirska
- 1720-1721: Erdmuthe Sophie von Dieskau
- 1721-1722: Barones Henriette von Osterhausen, door haar huwelijk Van Stanislawski

### Door August II erkende kinderen
- met Maria Aurora von Königsmarck (Stade, 28 april 1662 - Quedlinburg, 16 februari 1728), gravin van Königsmarck:
  - Maurits van Saksen (Goslar, 28 oktober 1696 - kasteel Chambord, 30 november 1750), graaf van Saksen en overgrootvader van schrijfster Amandine Lucile Aurore Dudevant (George Sand).
- met Katharina von Altenbockum (Warschau, 25 november 1680 - Dresden, 4 mei 1743), Reichsfürstin van Teschen, vrouwe van Hoyerswerda:
  - Johann Georg van Saksen (1704-1774)
- met de Turkse Fatima (later Maria Anna von Spiegel):
  - Frederick Augustus Rutowski (19 juni 1702 - Pillnitz, 16 maart 1764), graaf Rutowski.
  - Maria Anna Katharina Rutowska (1706-1746), gravin Rutowska.
- met Anna Constantia von Brockdorff (Depenau, 17 oktober 1680 - Stolpen, 31 maart 1765):
  - Augusta Anna Constantia (24 februari 1708 - 3 februari 1728), gravin van Cosel.
  - Fredericka Alexandrine (1709-1784), gravin van Cosel.
  - Frederick Augustus (27 augustus 1712 - 15 oktober 1770), graaf van Cosel.
- met Henriette Renárd:
  - Anna Orzelska (1707-1769), gravin Orzelska.

## Voorouders
| Betovergrootouders              | Keurvorst Christiaan I van Saksen (1560–1591) ∞ 1582 Sophia van Brandenburg (1568–1622)                        | Hertog Albrecht Frederik van Pruisen (1553–1618) ∞ 1573 Maria Eleonora van Gulik (1550–1608)                   | Keurvorst Johan Georg van Brandenburg (1525–1598) ∞ 1548 Sabina van Ansbach (1529–1575)                        | Hertog Albrecht Frederik van Pruisen (1553–1618) ∞ 1573 Maria Eleonora van Gulik (1550–1608)                   | Koning Frederik II van Denemarken (1534–1588) ∞ 1572 Sophia van Mecklenburg- Güstrow (1557–1631)       | Keurvorst Joachim Frederik van Brandenburg (1546–1608) ∞ 1570 Catharina van Brandenburg-Küstrin (1549–1602) | Vorst Willem V van Brunswijk-Lüneburg (1535–1592) ∞ 1561 Dorothea van Denemarken (1546-1617)            | Landgraaf Lodewijk V van Hessen-Darmstadt (1577–1626) ∞ 1598 Magdalena van Brandenburg (1582–1616)      |
| Overgootouders                  | Keurvorst Johan George I van Saksen (1585–1656) ∞ 1607 Magdalena Sibylla van Pruisen (1586-1659)               | Keurvorst Johan George I van Saksen (1585–1656) ∞ 1607 Magdalena Sibylla van Pruisen (1586-1659)               | Markgraaf Christiaan van Brandenburg-Bayreuth (1581–1655) ∞ 1604 Marie van Pruisen (1579-1649)                 | Markgraaf Christiaan van Brandenburg-Bayreuth (1581–1655) ∞ 1604 Marie van Pruisen (1579-1649)                 | Koning Christiaan IV van Denemarken (1577–1648) ∞ 1597 Anna Catharina van Brandenburg (1575–1612)      | Koning Christiaan IV van Denemarken (1577–1648) ∞ 1597 Anna Catharina van Brandenburg (1575–1612)           | Hertog George van Brunswijk-Calenberg (1582–1641) ∞ 1617 Anna Eleonora van Hessen-Darmstadt (1601–1659) | Hertog George van Brunswijk-Calenberg (1582–1641) ∞ 1617 Anna Eleonora van Hessen-Darmstadt (1601–1659) |
| Grootouders                     | Keurvorst Johan George II van Saksen (1613–1680) ∞ 1638 Magdalena Sybilla van Brandenburg-Bayreuth (1612-1687) | Keurvorst Johan George II van Saksen (1613–1680) ∞ 1638 Magdalena Sybilla van Brandenburg-Bayreuth (1612-1687) | Keurvorst Johan George II van Saksen (1613–1680) ∞ 1638 Magdalena Sybilla van Brandenburg-Bayreuth (1612-1687) | Keurvorst Johan George II van Saksen (1613–1680) ∞ 1638 Magdalena Sybilla van Brandenburg-Bayreuth (1612-1687) | Koning Frederik III van Denemarken (1609–1670) ∞ 1643 Sophia Amalia van Brunswijk-Lüneburg (1628–1685) | Koning Frederik III van Denemarken (1609–1670) ∞ 1643 Sophia Amalia van Brunswijk-Lüneburg (1628–1685)      | Koning Frederik III van Denemarken (1609–1670) ∞ 1643 Sophia Amalia van Brunswijk-Lüneburg (1628–1685)  | Koning Frederik III van Denemarken (1609–1670) ∞ 1643 Sophia Amalia van Brunswijk-Lüneburg (1628–1685)  |
| Ouders                          | Keurvorst Johan George III van Saksen (1647–1691) ∞ 1666 Anna Sophia van Denemarken (1647–1717)                | Keurvorst Johan George III van Saksen (1647–1691) ∞ 1666 Anna Sophia van Denemarken (1647–1717)                | Keurvorst Johan George III van Saksen (1647–1691) ∞ 1666 Anna Sophia van Denemarken (1647–1717)                | Keurvorst Johan George III van Saksen (1647–1691) ∞ 1666 Anna Sophia van Denemarken (1647–1717)                | Keurvorst Johan George III van Saksen (1647–1691) ∞ 1666 Anna Sophia van Denemarken (1647–1717)        | Keurvorst Johan George III van Saksen (1647–1691) ∞ 1666 Anna Sophia van Denemarken (1647–1717)             | Keurvorst Johan George III van Saksen (1647–1691) ∞ 1666 Anna Sophia van Denemarken (1647–1717)         | Keurvorst Johan George III van Saksen (1647–1691) ∞ 1666 Anna Sophia van Denemarken (1647–1717)         |
| August II van Polen (1670–1733) | | | | | | | | |